# 小行星1106
小行星1106（1106 Cydonia）是一颗围绕太阳公转的小行星。1929年2月5日，卡爾·威廉·萊茵姆特在海德堡发现了此天体。
該小行星以榲桲命名。
这颗小行星的绝对星等为11.79等。